# Loch Dionard
Loch Dionard är en sjö i Storbritannien.   Den ligger i kommunen Highland och riksdelen Skottland, i den norra delen av landet, 800 km norr om huvudstaden London. Loch Dionard ligger 106 meter över havet. Arean är 0,16 kvadratkilometer. Trakten runt Loch Dionard består i huvudsak av gräsmarker. Den sträcker sig 0,7 kilometer i nord-sydlig riktning, och 0,7 kilometer i öst-västlig riktning.